# Interlachen
Interlachen è un comune degli Stati Uniti d'America, situato nello Stato della Florida, nella contea di Putnam.